# Земля Израильская

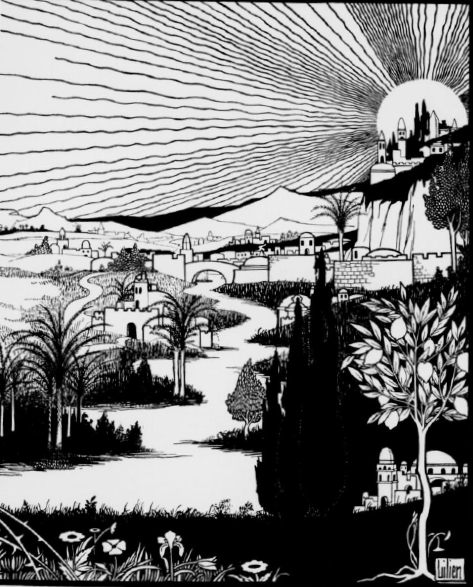
Эфраим Моше Лилиен, 1903

Земля Израильская, Земля Израиля (ивр. אֶרֶץ יִשְׂרָאֵל‎, Страна Израиля Э́рец-Исраэ́ль), также Земля обетова́нная, Свята́я земля́ — страна, историческая родина еврейского народа; историческая область, в библейское время населённая древними евреями (1Цар. 13:19); название также относится к Северному Израильскому царству (2Цар. 5:2). Начиная с эпохи Второго храма понятие Эрец-Исраэль становится синонимом Земли обетованной. Один из эпитетов Земли Израиля — Дочь Сиона.
Согласно Библии, эта земля была обещана (обетованная — обещанная) Богом ветхозаветным патриархам, начиная с Авраама, в библейской традиции считающегося родоначальником еврейского народа и их потомкам — народу Израиля, евреям, которые получили её после исхода из Египта. На протяжении почти двух тысячелетий галута (изгнания с исторической родины) еврейская религия и культура сохраняли идею грядущего освобождения от чужеземного господства (геулла) и возвращения на родину (Киббуц галуйот). Библейские тексты отмечают духовную связь евреев и обетованной им Богом земли и утверждают о неизбежности их конечного воссоединения. В Земле Израиля, несмотря на преследования евреев и перемещение еврейских демографических и культурных центров, в течение истории сохранялось еврейское население. Стремления к политической независимости в еврейском сознании были тесно связаны с Эрец-Исраэль.
Земля Израиля считается Святой землёй не только в иудаизме, также в христианстве и исламе. Её святость в этих двух религиях воспринимается в контексте древней еврейской (ветхозаветной) истории и духовной культуры.
Библия точно не определяет границы земли. Наиболее обширными они описаны в обетовании Быт. 15:18, где Господь заключает завет с Авраамом, потомству которого, евреям, даёт эту землю: «…от реки Египетской до великой реки, реки Евфрата» (Великий Израиль), но, согласно большинству других мест, это «земля Хананеев» (Исх. 3:17; Чис. 34:2) или «Аморреев» (Втор. 1:7) — то есть включает и территорию восточнее Иордана (ср.: Чис. 32:1 слл.; Втор. 2:24 слл.; Нав. 13:8—33; 22; Пс. 135:11, 12; 136. 19—22).
Во многие языки мира выражение «земля обетованная» вошло в переносном значении, как указание на страну или место, куда кто-либо очень стремится попасть.

## Понятие в Библии

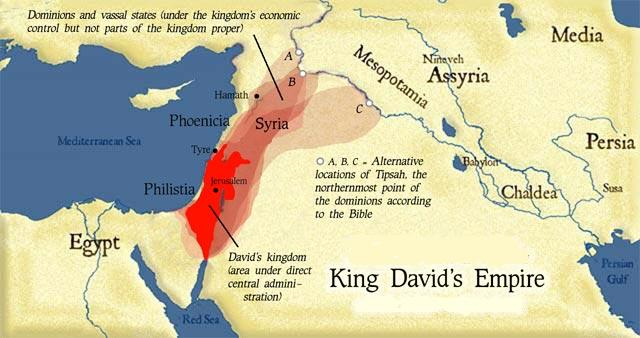
Царство Давида

Библейское предание начинает жизнеописание Авраама, уроженца Ура Халдейского в Месопотамии, словами: «И сказал Господь Аврааму: пойди из земли твоей, от родства твоего и из дома отца твоего в землю, которую Я укажу тебе» (Быт. 12:1) — в землю, позже получившую название Земля Израиля, согласно Библии, обетованную Богом потомкам Авраама.
Библейские тексты отмечают духовную связь народа Израиля и обетованной ему Богом земли и утверждают о неизбежности их конечного воссоединения: «…возвратит Господь, Бог твой, изгнанных твоих… и опять соберет тебя из всех народов, среди которых рассеял тебя Господь, Бог твой… И приведет тебя Господь, Бог твой, в землю, которой владели отцы твои, и будешь ты владеть ею…» (Втор. 30:3, 5); «И возвращу Я изгнанных народа моего, Израиля… И насажу Я их на земле их, и не будут они больше вырваны из земли своей, которую Я дал им» (Амос. 9:14, 15).
Согласно Библии, Земля обетованная принадлежит Яхве. Она именуется Его «наследием, уделом» (1Цар. 26:19; 2Цар. 14:16; Иер. 16:18; 50. 11) и «землей Господней» (Ис. 14:2; ср.: 2Пар. 7:20; Нав. 22:19). О земле восточнее Иордана Бог говорит: «Галаад ты у Меня…» (Иер. 22:6). Наиболее ясно эта мысль выражается в словах Господа, обращённых к еврейскому народу: «Землю не должно продавать навсегда, ибо Моя земля: вы пришельцы и поселенцы у Меня» (Лев. 25:23). На представлении, что эта земля принадлежит Богу, основываются предписания о субботнем и юбилейном годах в Лев. 25. Непослушание израильтян по отношению к Господу оскверняло эту землю (Иер. 2:7: «…вы вошли и осквернили землю Мою, и достояние Мое сделали мерзостью»; Иер. 16:18: «И воздам им прежде всего за неправду их и за сугубый грех их, потому что осквернили землю Мою, трупами гнусных своих и мерзостями своими наполнили наследие Мое»). Люди говорили об Израиле, что «они — народ Господа и вышли из земли Его» (Иез. 36:20). Господь не терпит вторжения иных народов в принадлежащую Ему землю. Так, Он «изрекает слово» против Едома и народов, «которые назначили землю Мою во владение себе» (Иез. 36:5). Пророк Иоиль говорил о захватчиках как о народе, что «пришел на землю» Господа (Иоил. 1:6; ср.: 2. 18; 3. 2). Описанные в Библии враги напрасно пытались захватить землю Господа, поскольку Он утвердил «сокрушить Ассура в земле Моей и растоптать его на горах Моих» (Ис. 14:25).
В Ветхом Завете утверждается, что Израиль (евреи) получил свою землю не по заслугам, но в качестве дара Господня (Втор. 1:36 и др.). Из-за грехов прежних её жителей они были изгнаны Богом, который отдал землю израильтянам (Втор. 1:8 и др.). Земля, которая принадлежит Богу и изобилует Его дарами, описана как «земля хорошая и пространная, где течет молоко и мед» (Исх. 3:8; ср.: Чис. 14:7; Втор. 1:25; 6. 3; 11. 9; 26. 9, 15; 27. 3; Иер. 11:5; 32. 22). Во Втор. 8:7—10 воспеваются источники вод, плодородие обетованной земли, изобилие её пищи и наличие в ней драгоценных металлов. Господь непрестанно «печётся» о Своей земле: «Ибо земля, в которую ты идешь, чтоб овладеть ею, не такова, как земля Египетская, из которой вышли вы, где ты, посеяв семя твое, поливал [ее] при помощи ног твоих, как масличный сад; но земля, в которую вы переходите, чтоб овладеть ею, есть земля с горами и долинами, и от дождя небесного напояется водою, земля, о которой Господь, Бог твой, печется: очи Господа, Бога твоего, непрестанно на ней, от начала года и до конца года» (Втор. 11:10—12). Она именуется «прекрасной страной» (Дан. 8:9; ср.: 11. 16), «вожделенной землей, прекраснейшим наследием множества народов» (Иер. 3:19).

## История
В Земле Израиля евреи сформировались как народ из разных племён общего происхождения, в этой земле существовало еврейское суверенное государство, в ней сложился духовный и религиозный облик еврейского народа, были созданы ценности национальной и ставшей впоследствии общечеловеческой культуры, сложилась Библия, мировоззрение которой составило основу иудаизма и двух наиболее распространённых мировых религий — христианства и ислама. Страна Израиля как независимая геополитическая культурная единица существует только в контексте еврейской истории. Ранее обоснования в ней израильских племён эта территория представляла собой разнообразные ханаанские города-государства, часто подвластные Египетскому царству.
После потери независимости еврейского государства Страна Израиля стала одной из незначительных провинций ряда крупных держав: Римской империи, Византии, Арабского халифата и Османской империи.
Земля Израиля занимает центральное место в еврейской религии и культуре. Связь с ней сохраняется в течение всей истории евреев. Религиозное мировоззрение еврейского народа основывается на мессианстве, вере в избавление человечества и возвращение евреев в Эрец-Исраэль. Это упование отражено в духовном творчестве еврейского народа в течение веков жизни в диаспоре. Неоднократно возникавшие мессианские движения стремились к чуду избавления.
Предположительно, уже вскоре после разрушения Второго храма в читаемую трижды в день молитву Амида включается бенедикция киббуц галуйот, представляющая собой обращенную к Богу мольбу о возвращении евреев, находящихся в странах изгнания, в Землю Израиля: «Собери нас вместе с четырех концов земли в страну нашу». Идея грядущего объединения рассеянных по миру частей еврейского народа и восстановления еврейской государственности проводится талмудической литературой. Согласно с этим ряд средневековых раввинских авторитетов, включая Нахманида, провозглашали проживание в Земле Израиля в качестве одного из важнейших предписаний иудаизма (мицвот).
Исполняя эту мицву или спасаясь от преследований, отдельные группы евреев неоднократно переселялись в Страну Израиля. Так, в 1211 году в Землю Израиля прибыли 300 раввинов из Франции, на рубеже XV—XVI века их деяние повторили изгнанники из Испании и Португалии, в 1648 году — беженцы из Украины, где участники восстания Богдана Хмельницкого массово уничтожали евреев, в 1774—1777 годах — хасиды и митнагдим с территории России и Польши. Почти беспрерывно в течение многих веков происходила индивидуальная алия. В числе совершавших её были видные религиозные и светские деятели, такие как Нахманид, Иехуда ха-Леви, раввин Овадия из Бертиноро и др. Земля Израиля являлаясь конечной целью передвижения многих известных еврейских путешественников, включая Биньямина из Туделы, Птахию из Регенсбурга, Мешуллама из Вольтерры. Возможно, по меньшей мере однажды была предпринята попытка воссоздания в Земле Израиля еврейского политического центра — как таковую, предположительно, можно рассматривать деятельность Иосефа и Грации Наси по восстановлению и заселению Тверии в середина XVI века.
Преданность евреев исторической родине и осознание им своего единства стали предпосылками для зарождения в массового национально-освободительного движения возвращения в Эрец-Исраэль и создания на её территории независимого государства. Возникновению этого движения длительное время препятствовало то, что Священное Писание, учения большинства позднейших религиозных авторитетов, и формировавшееся под их влиянием общественное сознание осмысляли конец галута в контексте мессианской эсхатологии. Согласно этой концепции, избавление, которое понимается как национальное освобождение, полностью зависит от воли Божьей, выразителем которой будет Его посланник — Мессия. Как один из аспектов будущего общего переустройства мира, избавление не может произойти по воле человека или группы людей. Эсхатологическая трактовка избавления являлась преобладающей до начала эпохи Хаскалы, и национальные стремления евреев могли выразиться в это время только в форме мессианских движений, многие из которых включали призывы к массовому переселению в Землю Израиля, а иногда сопровождались также практическими действиями, как, например, крупнейшая в Средневековье алия ашкеназов, совершённая в 1700 году под руководством Иехуды Хасида ха-Леви, бывшего тайным последователем Шабтая Цви.
Ряд идеологических и эмоционально-психологических элементов мессианизма, такие как стремление к социальной справедливости, вера в конечную победу добра, унаследовал сионизм, что в некоторой мере способствовало росту его популярности. Но основная идея сионизма о том, что еврейскому народу следует взять дело своего объединения и возрождения в собственные руки, зародилась и получила распространение только в итоге преодоления или переосмысления эсхатологии.
Аббревиатура «Эрец-Исраэль» (ивр. א"י‎) являлась частью официального ивритского названия британской подмандатной Палестины — Палестина (Эрец-Исраэль) после Первой мировой войны и вплоть до 1948 года.
В середине XX века, после двух тысяч лет изгнания, в Эрец-Исраэль было возрождено Государство Израиль, которое быстро заняло первое или второе место в мире по числу проживающих в нём евреев.